# Halipteris willemoesi
Halipteris willemoesi är en korallart som beskrevs av Rudolf Albert von Kölliker 1870. Halipteris willemoesi ingår i släktet Halipteris och familjen Halipteridae. Inga underarter finns listade i Catalogue of Life.